# Heinrich Lang (teolog)
Heinrich Lang, född den 14 november 1826 i Frommern i Württemberg, död den 13 januari 1876 i Zürich, var en schweizisk teolog.
Lang studerade från 1844 teologi i Tübingen under Baur, men måste till följd av sitt deltagande i 1848 års politiska rörelser fly till Schweiz, där han sedan kvarstannade. Han blev sedermera kyrkoherde.
Lang sökte göra nyare teologiska forskningar kända bland allmänheten. Hans Versuch einer christlichen Dogmatik (1859; 2:a omarbetade upplagan 1868) fick sin karaktär av denna strävan, liksom hans predikningar och föredrag.
Från 1859 redigerade han Zeitstimmen ans der reformierten Kirche der Schweiz och från 1872 jämte Langhans dess fortsättning Reform, Zeitstimmen aus der schweizerischen Kirche.